# Казепяе (село)
Ка́зепяе (ест. Kasepää küla) — село в Естонії, у волості Казепяе повіту Йиґевамаа.

## Населення
Чисельність населення на 31 грудня 2011 року становила 141 особу.